# Zastava 126 PGL
Zastava 126 PGL (vzdevki bolha, peglica, peglezen, pejček, pejek, kalimero, piči poki, Poljski Fiat) je majhen dvovratni avtomobil, namenjen za prevoz največ 4 oseb. Iz poljskih delov ga je sestavljala tovarna Zastava iz Kragujevca, večji del avtomobilov pa je prihajal iz poljske tovarne FSM v Bielsko-Biali (Polski Fiat 126 P), ki jih je od 1973 pa do 1992 delala po Fiatovi licenci (Fiat 126), od 1992 po prevzemu s strani Fiata pa je model spadal pod Fiat Polska. 
Vozilo je bilo na slovenskem prostoru skoraj tako popularno kot izjemno priljubljeni fičko (Zastava 750) ali Morris Minor.
Avtomobil ima zračno hlajeni štiritaktni motor s prostornino 594 ali 652 cm³ in z močjo 23 oziroma 24 KM pri obeh (navor 39 oziroma 43 Nm) in pogon na zadnji par koles preko štiristopenjskega ročnega menjalnika. Prva prestava ni sihronizirana. Motor je vgrajen zadaj, pod sprednjim motornim pokrovom pa je zelo omejen prtljažni prostor z rezervno gumo, akumulatorjem in prostorom za do 25 litrov prtljage. 
Skupaj je bilo narejenih 4.673.655 primerkov, večina na Poljskem, 1,3 milijona v Italiji, 3,3 milijona pa na Poljskem. 1500 primerkov so naredili tudi pri Steyr Puchu v Avstriji. Polski Fiat 126p so izvažali v številne države vzhodnega bloka, med 1989 in 1992 pa celo v Avstralijo, kjer je bil znan kot FSM Niki, ogromno pa jih je končalo na Kubi (Polaquito, mali Poljak), tam naj bi še danes vozilo skoraj 10 tisoč primerkov. 
V osemdesetih so iz njega naredili precej prototipov - mali dostavnik, terenski goseničar in celo različica z dizlom so samo nekateri med njimi. V Nemčiji in Avstraliji so ga predelovali tudi v kabrioleta, danes pa jih je mnogo spremenjenih ali z električnim pogonom ali z navitimi motociklističnimi motorji. 

## Tehnične značilnosti
- dolžina: 3,054 mm
- širina: 1,374 mm
- višina: 1,335 mm
- teža vozila: 600 kg
- najvišja hitrost: 105 km/h
- poraba goriva: 5,4 l/100 km

## Različice

### Fiat 126 BIS
1987 je FSM sestavil novo, trivratno kombilimuzinsko karoserijo. Avto je dobil novi vodno hlajeni motor s prostornino 704 cm³ in močjo 19 kW (26 KM), končna hitrost je znašala 116 km/h. Zadnji del vozila je tako dobil tretja vrata, ki so omogočala minimalistični prtljažni prostor tudi zadaj nad motorjem, ki je bil pokrit s polico. Namesto 12-palčnih koles je bil model opremljen s 13-palčnimi kolesi in plastičnimi okrasnimi pokrovi. Do stotice je Bis potegnil v 33 sekundah.  

### Fiat 126 ELX
Model je bil opremljen s katalizatorjem izpušnih plinov.